# 巴尔联盟
巴尔联盟（波蘭語：Konfederacja barska；1768年–1772年）是由波兰贵族（施拉赤塔）在1768年于波多利亚的巴尔成立的协会，目的是保卫波兰立陶宛联邦的天主教獨裁與内政外交的独立。聯盟反对俄罗斯帝国干涉國政、也反對接受俄國指導的国王斯坦尼斯瓦夫·奥古斯特·波尼亚托夫斯基，並且反對主張限制联邦权贵（有钱的施拉赤塔）的改革者。巴尔联盟的创始人包括权贵卡缅涅茨主教亚当·克拉辛斯基、卡齐米日·普瓦斯基和米哈乌·克拉辛斯基。
一些历史学家认为，從1717年波蘭貴族邀請俄國彼得大帝干涉國政開始（參見奧古斯特二世），五十年中波蘭一直任由外國欺壓干涉。而1768年成立的巴尔联盟，代表許多波蘭貴族與平民，終於從麻木不仁中驚醒過來，願意挺身而出拿槍捍衛祖國的獨立自主。巴爾聯盟可以說是波蘭第一次抵抗外國滲透的獨立戰爭。但結果卻是心有餘而力不足，不但聯盟被俄軍徹底鎮壓，更間接導致1772年第一次瓜分波蘭的悲劇（普、俄、奧三國藉口巴爾聯盟起兵後，波蘭陷入無政府的大混亂中，應當分割其國土與人口以協助其恢復秩序）。

## 历史

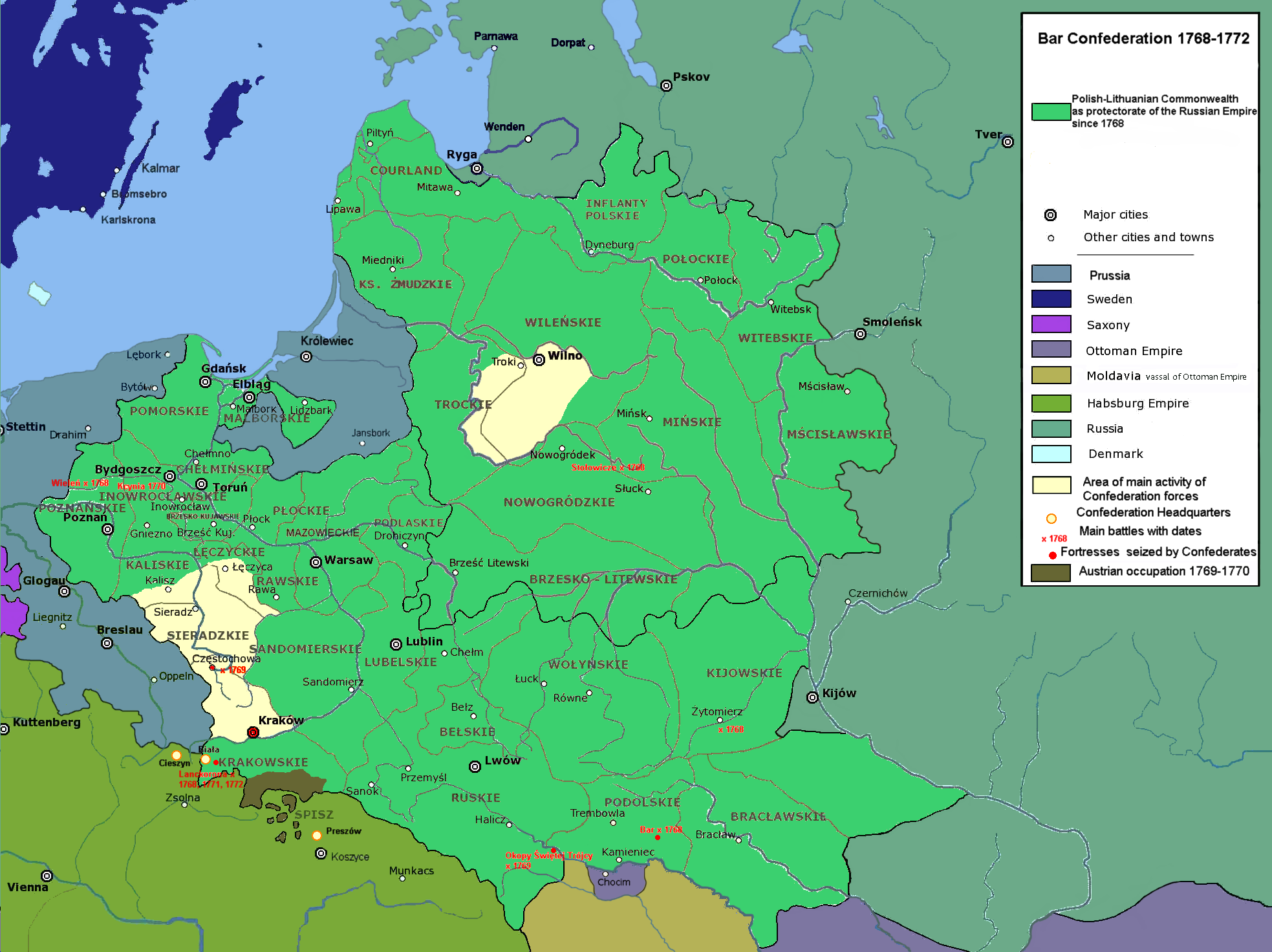
1768年至1772年的巴尔联邦

在1767年至1768年间，俄罗斯军队强迫波兰议会（瑟姆），通过了俄國主張的决议：強迫波蘭廢除打壓非天主教徒的傳統國策、宣布宗教自由、享有平等的公民權（俄國的行為獲得西歐啟蒙哲學家的讚賞）。對於俄國的強硬干涉，許多波蘭主教與權貴反應激烈（特別是那些遭到俄軍逮捕和流放的几位反對派貴族），因此包含基辅主教约佐夫·安德热·扎武斯基、 克拉科夫主教卡耶坦·索乌蒂克、以及司令瓦茨瓦夫·热武斯基、卡缅涅茨主教亚当·克拉辛斯基、卡齐米日·普瓦斯基和米哈乌·克拉辛斯基等人，以及呼應他们的盟友，决定成立「聖戰」联盟——一個反政府的合法军事组织，來捍衛他們天主教至上與打壓非天主教徒的「光榮傳統」。聯盟軍與俄軍發生戰鬥，兩方都殺害了許多夾在中間的無辜「異教徒」，造成五萬波蘭民眾的死亡。
開明的波蘭国王斯坦尼斯瓦夫·奥古斯特·波尼亚托夫斯基，因為同意俄國的指導、發布國內宗教自由平等的命令，被國內狂熱的天主教徒，視為背叛上帝的惡魔。以巴爾聯盟為首的這批天主教激進派，在發動對俄國的「聖戰」之後，主張譴責國王、撤銷宗教寬容的法案，讓國策回到迫害非天主教徒的路線。
戰爭爆發後，本來國王希望在巴爾联盟和俄罗斯之间调停（俄罗斯的交涉代表，是派駐华沙的使节尼古拉·莱普宁）；但國王发现巴爾聯盟已陷入宗教狂熱，不可能调停后，他派出了一支由总司令弗兰齐谢克·克萨韦雷·布拉尼茨基与两位占领巴尔的将军，對抗联盟和俄军的殘殺行為，並限制戰火延燒的地區。但是，同时發生的克里伊夫谢那起义（在现今乌克兰境内），使國王軍無法控制情勢，加速了巴爾联盟向波兰东部省份的扩张（甚至波及到立陶宛）。联盟者向土耳其等外國勢力寻求援助，促成俄罗斯和奥斯曼帝国的战争（第五次俄土战争）。如此严峻的形势让普鲁士国王腓特烈二世，劝告女沙皇叶卡捷琳娜二世与联盟者和解並达成协议。

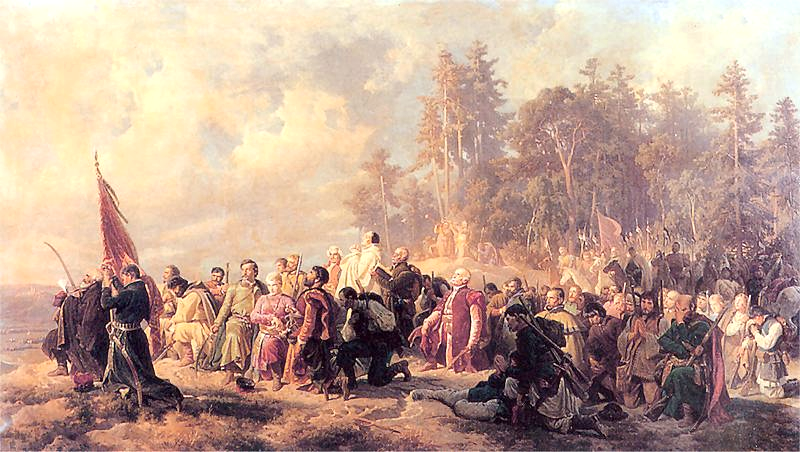
“在1771年兰茨克罗纳战役之前巴尔联盟的祈祷。”由阿尔图尔·格罗特盖尔绘

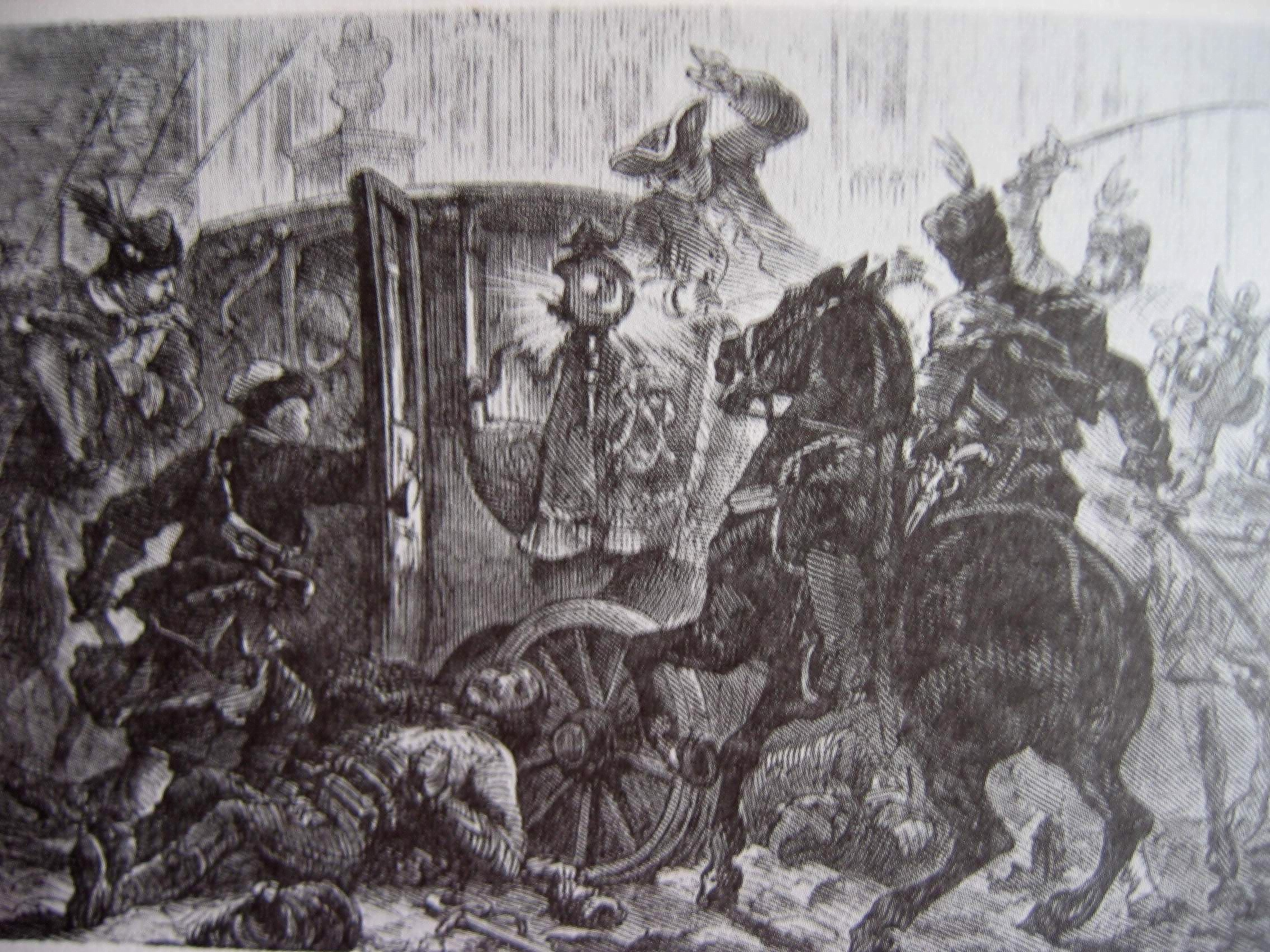
斯坦尼斯瓦夫二世被绑架，于1771年画

戰亂熾熱的時候，由伊格纳奇·马尔切夫斯基、米哈乌·扬·帕茨和亲王卡罗尔·拉齐维乌领导的联盟军队，向四面八方漫游，赢了与俄军的几场战争。并在最后完全不理国王，自行向欧洲強權派驻使节。在1770年巴尔联盟委员会将它的总部由西里西亚转至匈牙利，在那里他们与法国、奥地利和土耳其展开一系列外交谈判，以构建对抗俄罗斯的联盟。委员会在1770年10月22日宣布废黜「背叛上帝、侮辱聖母」的国王斯坦尼斯瓦夫二世。法國的凡尔赛宫廷，派遣沙勒斯·弗朗苏瓦斯·迪穆里耶兹以援助联盟者，而且命令迪穆里耶兹帮助他们重组军队。同时，国王斯坦尼斯瓦夫·奥古斯特見風轉舵，在1771年正打算加入联盟時，卻在不明就裡的情形中，被華沙的聯盟軍绑架了几天。
斯坦尼斯瓦夫二世僥倖逃出聯盟的掌控之後，決定回到俄罗斯陣營、鎮壓巴爾聯盟，這對聯盟造成極為不利的影響。因为这次廢黜與绑架国王的行为，联盟被視為徹底的叛亂團體，丧失了欧洲多數人的同情與大部分的援助，並成為普、俄、奧三國協議「瓜分波蘭」的最好藉口。因此三國以保護其所屬宗教陣營為理由，各自占領一部分波蘭的國土與人口（普魯士占新教區、奧地利占天主教區、俄羅斯占東正教區），完成1772年的第一次瓜分波蘭。
對聯盟唯一有利的是，因为法國仍然支援聯盟，而法國使節迪穆里耶兹对聯盟軍的重组，联盟仍能抵擋住往後几年的軍事鎮壓，直到1772年联盟被徹底擊敗而瓦解。聯盟軍抵抗到最后的幾個據點，分別是：克拉科夫瓦维尔城堡的卫兵，在1772年4月28日宣布投降；蒂涅茨要塞在7月13日宣布投降；琴斯托霍瓦要塞在在8月18日宣布投降；联盟最后的要塞，應該是11月28日宣布投降的扎古日的修道院）。
巴尔联盟失敗後，他们的家人被俄罗斯当做囚犯，成为了第一批被流放至西伯利亚的波兰人。俄罗斯人在波兰立陶宛联邦建立了3所集中营以关押波兰战俘，在那里战俘要等候发落。

## 影响
一些历史学家将巴尔联盟看做是第一次波兰起义。一開始，巴尔联盟的參與者被看做是反叛中央與不愛國的叛國者，特別是當聯盟向異教的外國勢力（伊斯蘭的土耳其）求援，並接受其支助的時候。但在1770年，因為俄军向理论上独立的联邦進軍並任意掃蕩其領土，並且當普、俄、奧三國强迫波蘭瑟姆，承认1772年第一次瓜分波兰的时候，联盟者逐漸塑造出自己愛國的流亡军人形象，宣傳自己是依然忠实留在祖国波兰的流亡军人。這個形象在后两个世纪中，引領並激發出波兰军团和其他流亡军人的形象。對於联盟的評論，历史学家分成兩派，提出正反相互對立的观点：有些人批評聯盟狹隘偏執的天主教立場，以及不開放公民權給非天主教的倒退行為，斷言其导致了第一次瓜分波兰，要為此負責；其他人則讚揚它是第一支真诚為国家付出的軍隊，他們嘗試恢复波兰的自主，並且盡了最大的努力，第一次瓜分波兰自有其必然的原因，聯盟不需要對此事負責，也不應受到苛責。

## 出處
本条目包含来自公有领域出版物的文本: Chisholm, Hugh (编).  (第11版). London: Cambridge University Press. 1911.
1. 1 2  . AuthorHouse.   [2020-03-08]. ISBN 978-1-4678-0448-6. （原始内容存档于2020-05-12） （英语）.
2. ↑  Casanova, Giacomo. . Penguin. 2001  [2020-03-08]. ISBN 978-0-14-043915-1. （原始内容存档于2020-05-12） （英语）.
3. ↑  Michnik, Adam. . University of California Press. 1986-08-06  [2020-03-08]. ISBN 978-0-520-90858-1. （原始内容存档于2020-05-12） （英语）.
4. ↑  Davies, Norman. . Oxford University Press. 1996  [2020-03-08]. ISBN 978-0-19-820171-7. （原始内容存档于2020-05-09） （英语）.

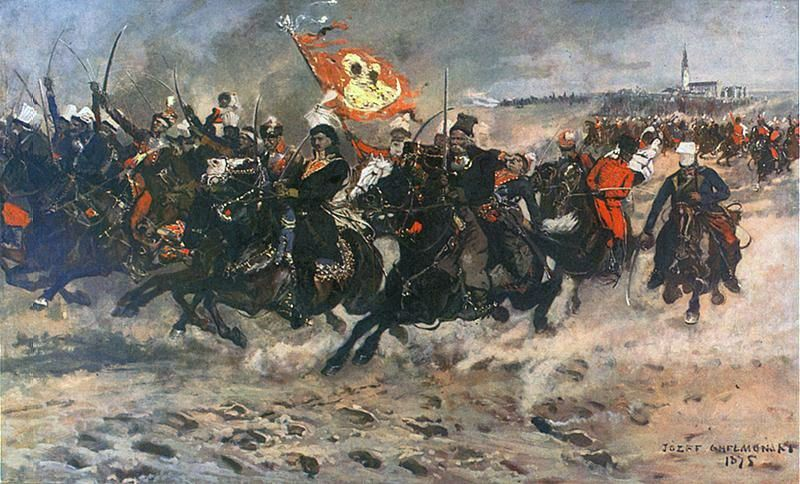
卡齐米日·普瓦斯基在切斯托赫瓦由约佐夫·赫乌蒙斯基绘于1875年。帆布油画。波兰华沙国家博物馆。

5. ↑  Władysław Konopczyński, Konfederacja barska, t. II, 华沙 1991年, 第 733-734页.
6. 1 2  Urbankowski, Bohdan. . ALFA. 1997  [2020-03-08]. ISBN 978-83-7001-914-3. （原始内容存档于2020-05-12） （波兰语）.

## 进阶阅读
- Aleksander Kraushar, Książę Repnin i Polska w pierwszem czteroleciu panowania Stanisława Augusta (1764-1768),（莱普宁亲王和波兰在斯坦尼斯瓦夫统治的头四年（1764年-1768年）） 
  - 第二版，校正补充版. vols. 1-2, 克拉科夫 1898年, G. Gebethner i Sp.
  - Revised edition, Warszawa: Gebethner i Wolff; Kraków: G. Gebethner i Spółka, 1900年.
- F. A. Thesby de Belcour, The Confederates of Bar（波兰语）（克拉科夫，1895年）
- Charles Francois Dumouriez, （巴黎，1834年）
- Radom i Bar 1767-1768: dziennik wojennych działań jenerał-majora Piotra Kreczetnikowa w Polsce w r. 1767 i 1768 korpusem dowodzącego i jego wojenno-polityczną korespondencyą z księciem Mikołajem Repninem 波兹南 1874年 （页面存档备份，存于）